# Rittergasse (Weimar)

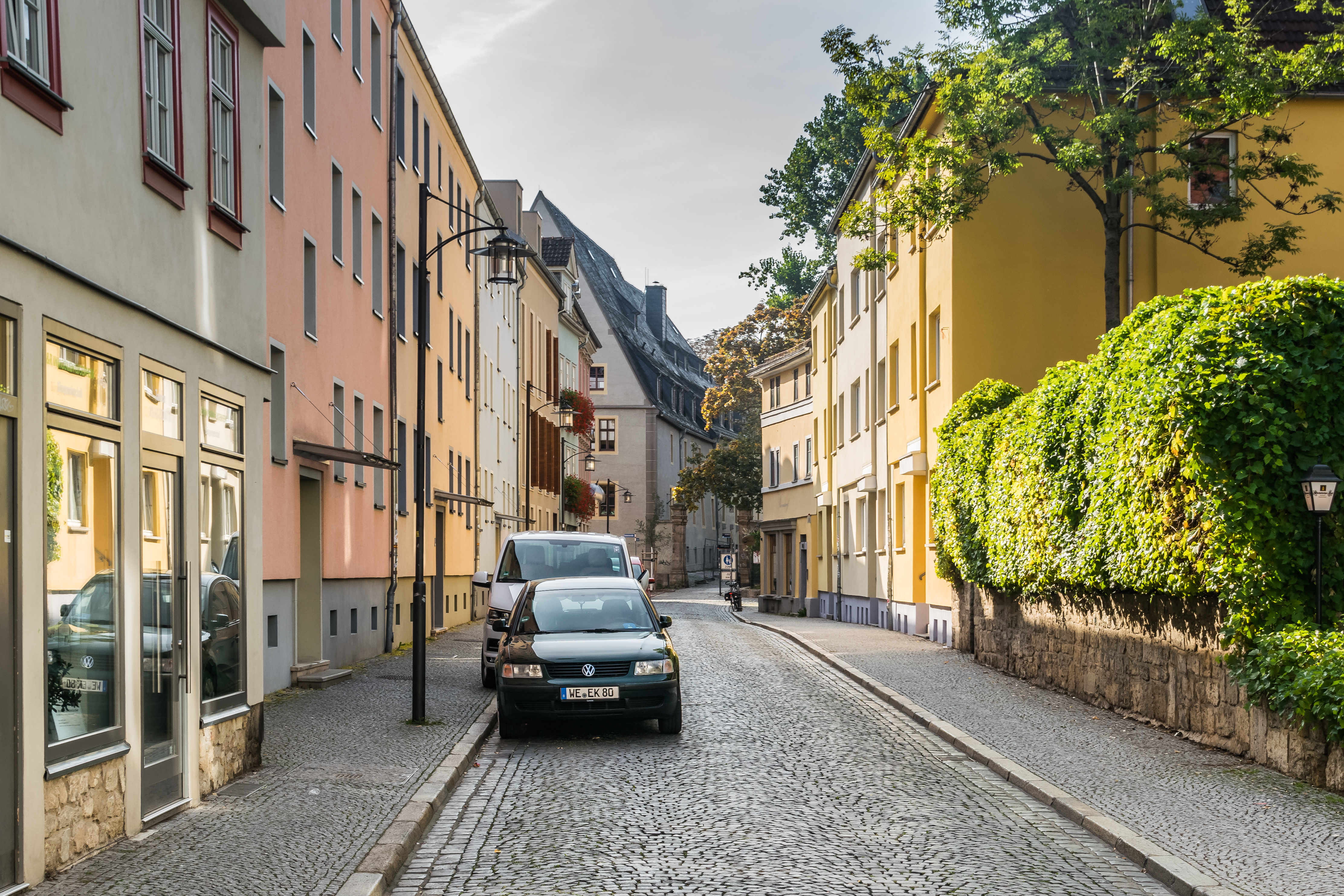
Rittergasse in Weimar

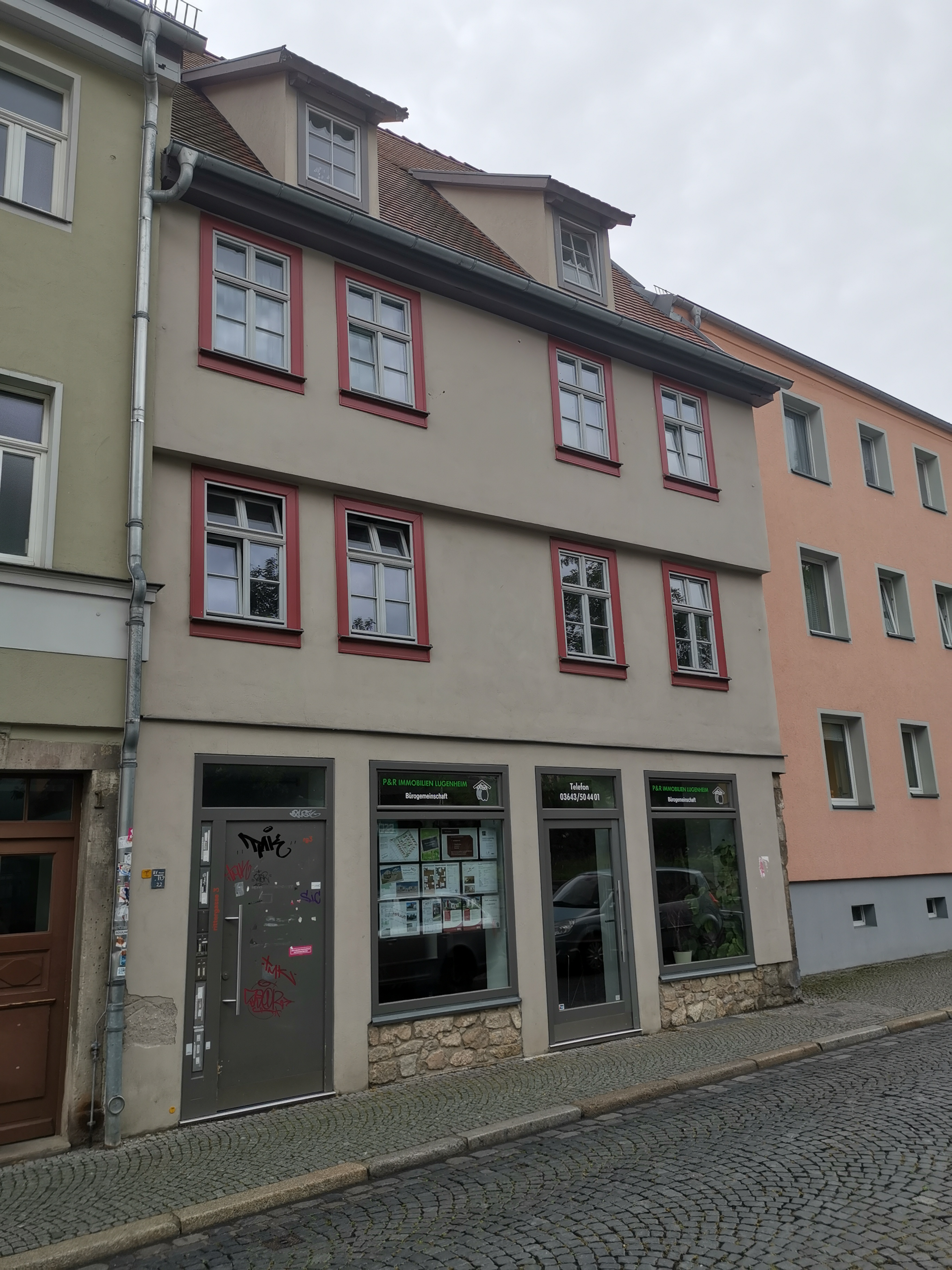
Rittergasse 3 in Weimar

Die Rittergasse ist ein Straßenzug in der Weimarer Altstadt, die vom Herderplatz zum Zeughof und dem Franziskanerkloster in der Geleitstraße liegt.
Ihren Namen hat der Straßenzug von den Deutschrittern her, die hier Bewohner waren. Der Sächsische Hof war einst in deren Besitz. Durch die Luftangriffe auf Weimar wurde der Straßenzug wieder neu aufgebaut, wobei wichtige Renaissancebauten verschwanden bzw. mit der Hausnummer 12 „ein Stück Altstadtsanierung aus klassischer Zeit“ von 1832. Darunter befand sich Rittergasse 5, das Geburtshaus des Bildhauers Adolf von Donndorf, die Nr. 19 mit der Wohnung von Christoph Martin Wieland. Davor befindet sich eine platzartige Erweiterung zur Geleitstraße mit dem Donndorf-Brunnen von 1895 und dem Plaster mit der eingearbeiteten Jahreszahl von „1856“. Sie wird durch das Hababusch und das anschließende Haus Rittergasse 12 zusätzlich akzentuiert.
Hans-Joachim Leithner erwähnt im Hofquartier Marktstraße 16, das zwischen Marktstraße und der Rittergasse und deren Innenhof gelegenen Pumpbrunnen, der wiederum Ergebnis der Planung einer neuen Wohnstätte war.
Die gesamte Rittergasse  Liste der Kulturdenkmale in Weimar (Sachgesamtheiten und Ensembles). Das Wohnhaus Rittergasse 3 steht auf der Liste der Kulturdenkmale in Weimar (Einzeldenkmale).